# 青い戦慄
『青い戦慄』（あおいせんりつ、The Blue Dahlia）は、1946年制作のアメリカ合衆国のフィルム・ノワール。レイモンド・チャンドラーのオリジナル脚本をジョージ・マーシャルが映画化した。

## ストーリー
予備役となった3人のアメリカ海軍飛行士、ジョニー・モリソン、バズ・ワンチェック、ジョージ・コープランドがカリフォルニア州ハリウッドに帰って来る。3人は南太平洋のクェゼリン環礁から同じ飛行機で帰って来た。バズは戦争神経症に罹っており、耳の上の頭の中に金属板を入れている。
ジョージとバズがアパートの一室での同居を決める中、ジョニーは妻のヘレンを驚かそうと、ヘレンが住むホテルのバンガローにいきなり現れる。そこで彼女は大勢の酔っ払いたちがいる騒々しいパーティーを主催していた。ジョニーは、ヘレンがサンセット大通りにあるブルー・ダリア・ナイトクラブのオーナー、エディ・ハーウッドと不倫関係にあることを知る。ジョニーは立ち去ろうとするエディを殴り、その後、怒りを爆発させたことを謝罪する。パーティーが終了し、全員が帰って行く。酔ったヘレンは、ジフテリアで亡くなったとジョニーが信じていた息子のディッキーが、実は彼女の飲酒運転による事故で亡くなったとジョニーに告白する。ジョニーとヘレンはもみ合いになり、それをホテル付きの探偵ニューウェルが目撃する。ジョニーはそこを去ることにする。彼はヘレンに銃を突きつけ、「これがお前が受けるべき罰だ」と言うが、「お前には殺す価値も無い」と言い、銃を椅子に落として立ち去る。
バズはジョニーを探しにホテルのバンガローへ行く。彼はホテルのバーでヘレンに出会い、彼女が誰だかを知らずに、飲みながらヘレンを待つために彼女のバンガローに行く。
ヘレンはエディに電話をかけ、エディはその電話でヘレンに別れを告げる。しかし、その後、彼女は彼を脅迫して再び自分に会うよう迫る。エディはヘレンのバンガローを訪ね、これがニューウェルによって目撃される。
ジョニーは雨の中を歩いているところをマリブへ車で向かう途中のジョイス・ハーウッドに拾われる。彼女はエディとは疎遠になっている。2人はお互いに名乗らない。2人は互いに惹かれ合いながらも別れ、ジョニーは海辺の宿で一夜を過ごす。翌朝、同じ宿でジョイスは朝食中のジョニーを見て、同じ宿に泊まったことを明かす。彼らは月長石を探すためにビーチを歩くことにする。ジョニーはロサンゼルス行きのバスの券を購入している時に、ラジオで、ヘレンが殺害されてジョニーが容疑者となっていることを知る。それから彼はすぐにバスに乗り込む。
警察はニューウェル、ハーウッド、バズ、ジョージから事情聴取する。
ジョニーは偽名でロサンゼルスの安ホテルにチェックインする。ホテルのマネージャーのコレリは、ジョニーがディッキーと一緒に撮った額入りの写真を見つけ、彼を脅迫しようとする。ジョニーはコレリを殴り倒し、その時に写真の額を割ってしまう。彼は、写真の裏にヘレンが保険加入のために書いたメモを発見し、それにより、エディが本当はニュージャージー州で指名手配されている殺人犯バウアーであることが判明する。
コレリは意識を取り戻し、ジョニーの正体に関する情報をレオというギャング（エディのナイトクラブのパートナー）に売り、レオはジョージとバズを訪ねたジョニーを誘拐する。
バズとジョージはブルー・ダリアに居るエディを訪ねる。エディに会うことに同意したジョイスは自己紹介をする。ジョイスが青いダリアの花を摘んでいると、ナイトクラブの音楽がバズの頭の中で痛みを伴う音を響かせる。発作を起こした彼は、ヘレンのバンガローで彼女が青いダリアをいじっている時に聞いた、自分を苦しめた音楽のことを思い出す。
ジョニーはエディが到着する直前にレオとその相棒を殴り倒し逃げ出す。彼らは話し、エディは15年前に銀行の使いの者の銃撃に関わったことを悔やみながら認める。
レオがやって来てジョニーを撃とうとするが、乱闘の最中に、ジョニーが逆にエディを撃つ。ジョニーはその後レオのことも撃ち、ブルー・ダリアへ逃亡する。ブルー・ダリアでは、警察は錯乱したバズにヘレンを殺したことを認めさせようとしている。
ジョニーが入ってきて、ジョイスにバズの嫌いなジャズの音量を上げるよう提案する。頭がガンガン鳴る中、バズはバンガローを立ち去る時にはヘレンが生きていたことを思い出す。ニューウェルは疑惑をジョージに向けようとするが、ヘンドリクソン警部が、ニューウェルがヘレンの不倫について脅迫して、ヘレンが応じなかったために殺害したのではないかと問い詰めると、ニューウェルは逃げようとして銃を抜くが、ヘンドリクソンに射殺される。
その後、ブルー・ダリアの外で、バズとジョージはジョニーとジョイスをそこに残して飲みに行くことにする。

## キャスト
| 役名                   | 俳優                       | 日本語吹替                                              |
| 役名                   | 俳優                       | 東京12ch版                                              |
| ---------------------- | -------------------------- | ------------------------------------------------------- |
| ジョニー・モリスン     | アラン・ラッド             | 中田浩二                                                |
| ジョイス・ハーウッド   | ヴェロニカ・レイク         | 翠準子                                                  |
| バズ・ウォンチェック   | ウィリアム・ベンディックス | 塩見竜介                                                |
| エディ・ハーウッド     | ハワード・ダ・シルヴァ     | 山内雅人                                                |
| ヘレン･モリスン        | ドリス・ダウリング         | 麻生美代子                                              |
| ヘンドリクスン         | トム・パワーズ             | 細井重之                                                |
| ジョージ・コープランド | ヒュー・ボーモント         | 石井敏郎                                                |
| コレリ                 | ハワード・フリーマン       | 鎗田順吉                                                |
| レオ                   | ドン・コステロ             | 和田文夫                                                |
| "ダッド"・ニューウェル | ウィル・ライト             | 寺島幹夫                                                |
| 尾行する男             | フランク・フェイレン       |                                                         |
| 不明 その他            | N/A                        | 肝付兼太 二宮さよ子 小川雅功 沢田敏子 杉弥生 中曽根雅夫 |
| 日本語版スタッフ       |                            |                                                         |
| 演出                   | 演出                       | 吉沢京夫                                                |
| 翻訳                   | 翻訳                       | 磯村愛子                                                |
| 効果                   | 効果                       | 石田秀憲                                                |
| 技術                   | 技術                       | 二宮毅                                                  |
| 制作                   | 制作                       | グロービジョン                                          |
| 初回放送               | 初回放送                   | 1969年4月9日 『サントリー名画劇場』                     |

## 主な受賞歴

### アカデミー賞
ノミネート
アカデミー脚本賞:レイモンド・チャンドラー

## 出版
- 製作者のジョン・ハウスマンが、カリフォルニア大学ロサンゼルス校研究図書館特別収書部門のレイモンド・チャンドラー・コレクションに寄贈した、チャンドラー執筆の脚本の復刻（1976年刊）。マシュー・J ・ブラッコリ (編集)。結末も含めて、完成した映画とは若干差異がある。

| 出版年         | タイトル                                            | 出版社   | シリーズ名 | 訳者     | 巻末 | ページ数 | ISBNコード | カバーデザイン      | 備考 |
| -------------- | --------------------------------------------------- | -------- | ---------- | -------- | --- | -------- | ---------- | ------------------- | ---- |
| 1988年10月25日 | ブルー・ダリア（原題:THE BLUE DAHLIA A Screenplay） | 角川書店 | （単行本） | 小鷹信光 | <回想>失われた二週間 ジョン・ハウスマン、石田善彦=訳、 <編集後記>チャンドラーとハリウッド マシュー・J ・ブラッコリ、石田善彦=訳 資料／チャンドラーと映画 マシュー・J ・ブラッコリ／木村二郎 補綴 | 237      | 4047911755 | 装幀 スタジオ・ボブ |      |